# Sharon Doucet
Sharon Arms Doucet (* 15. Januar 1951 in Champaign/Illinois) ist eine US-amerikanische Schriftstellerin, Lehrerin für Englisch und Französisch und Sängerin.
Sharon Arms studierte an der University of Louisiana at Lafayette und der Universität Nizza mit Abschluss als Bachelor bzw. Master und unterrichtete bis zum Beginn ihrer schriftstellerischen Laufbahn Französisch und im Zweitfach Englisch an Schulen und Universitäten in Louisiana. Sie ist mit dem Singer-Songwriter Michael Doucet verheiratet, mit dem sie 1992 ein Album mit französischen Kinderliedern aus Louisiana (Le Hoogie Boogie) aufnahm. Sie übersetzte auch die Texte seines Albums Hot Chili Mama mit der Gruppe BeauSoleil. Sharon Doucet ist Autorin von vier Kinderbüchern und einem Roman (Stand 2020).

## Werke
- Le Hoogie Boogie Songbook: Louisiana French Music for Children, 1996
- Why Lapin’s Ears Are Long and Other Tales from the Louisiana Bayou, 1997
- Alligator Sou, 2003 (deutsch unter dem Titel Lucy rettet Mama Kroko, 2005)[1]
- Back Before Dark, Roman, 2004
- Fiddle Fever, 2007
- Lapin Plays Possum: Trickster Tales from the Louisiana Bayou, 2011